# Joanna Newsom

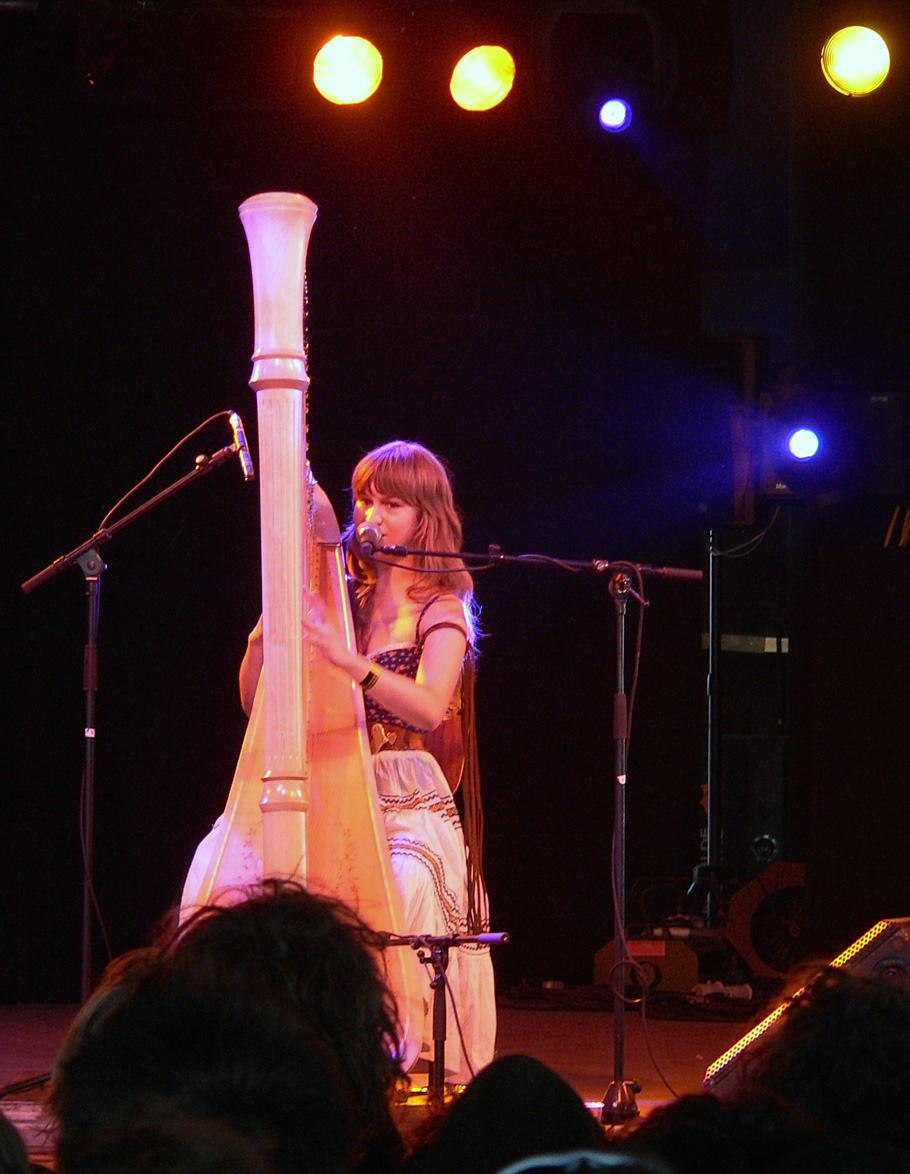
Joanna Newsom na festiwalu Roskilde w 2005

Joanna Caroline Newsom (ur. 18 stycznia 1982 w hrabstwie Nevada w Kalifornii) – amerykańska wykonawczyni, łącząca śpiewanie z graniem na harfie. 
Jej twórczość charakteryzuje się dojrzałą liryką kontrastującą z pogodnym, niewinnym stylem śpiewania. Połączenie młodego, kobiecego charakteru z tajemniczym dźwiękiem harfy powoduje, że Joanna Newsom zaliczana jest do najbardziej niezwykłych i rozwojowych wykonawców. 
Artystka ma także unikatowe podejście do tekstów – raczej nieliniowych bajkowych opowieści niż typowych refrenów i zwrotek. Zawdzięcza to swojej pasji do języka angielskiego: zanim zawodowo zajęła się muzyką, zamierzała zostać nauczycielką albo dziennikarką literacką. 
W styczniu 2010 wytwórnia Joanny, Drag City, ogłosiła tytuł trzeciego albumu artystki i datę jego wydania. Album Have One on Me, zawierający trzy płyty, ukazał się 23 lutego 2010.
Jej mężem jest Andy Samberg.

## Dyskografia
Albumy
- The Milk-Eyed Mender (Drag City, 2004)
- Ys (Drag City, 2006)
- Have One On Me (Drag City, 2010)
- Divers (Drag City, 2015)

EP-ki
- Walnut Whales (wydawnictwo własne, 2002)
- Yarn and Glue (wydawnictwo własne, 2003)
- Joanna Newsom and the Ys Street Band (Drag City, 2007)

Single
- Sprout and the Bean (Drag City, 2004)

Zespoły, współpraca oraz występy gościnne
- Golden Shoulders, Let My Burden Be (Doppler, 2002)
- The Pleased, One Piece From The Middle (wydawnictwo własne, 2002)
- The Pleased, Don't Make Things (Big Wheel Recreation, 2003)
- Nervous Cop, Nervous Cop (5 Rue Christine, 2003)
- Vetiver, Vetiver (Dicristina Stair, 2004)
- Smog, A River Ain't Too Much To Love (Drag City, 2005)
- Vashti Bunyan, Lookaftering (FatCat, 2005)